# Raphael Schweda
Raphael Schweda (Rostock, 17 aprile 1976) è un ex ciclista su strada e dirigente sportivo tedesco, professionista dal 1997 al 2003.

## Carriera
Professionista dal 1997 al 2003, è ricordato in particolare per alcuni piazzamenti, quali i secondi posti nella HEW Cyclassics 1999 e nella settima tappa (da Viareggio a Lido di Camaiore) del Giro d'Italia 2002. Ha inoltre rappresentato il suo paese in due edizioni del Campionato del mondo, nel 1999 a Verona e nel 2002 a Zolder.
Tra il 2004 e il 2007 è stato team manager e direttore sportivo della squadra ciclistica tedesca Team Wiesenhof-Felt, registrata nella categoria UCI Professional Continental Team e nota in precedenza come Winfix e Akud.

## Palmarès
- 1998

Rund um den Henninger-Turm Under-23
- 1999

5ª tappa Rheinland-Pfalz-Rundfahrt (Zweibrücken)
- 2000

Rund um die Nürnberger Altstadt

## Piazzamenti

### Grandi Giri
- Giro d'Italia

2002: 78º
- Vuelta a España

2001: 131º
2003: 104º

### Classiche monumento
- Milano-Sanremo

2001: 176º
2002: 51º
2003: 136º
- Giro delle Fiandre

2002: 34º
- Parigi-Roubaix

2002: 11º
2003: 34º

### Competizioni mondiali
- Campionato del mondo

Verona 1999: ritirato
Zolder 2002: 141º